# Liste der Naturdenkmale in Malschwitz
Die Liste der Naturdenkmale in Malschwitz nennt die Naturdenkmale in Malschwitz im sächsischen Landkreis Bautzen.

## Definition
„Naturdenkmäler sind rechtsverbindlich festgesetzte Einzelschöpfungen der Natur oder entsprechende Flächen bis zu fünf Hektar, deren besonderer Schutz erforderlich ist
1. aus wissenschaftlichen, naturgeschichtlichen oder landeskundlichen Gründen oder
2. wegen ihrer Seltenheit, Eigenart oder Schönheit.“

## Liste
Link zu einem Kartenansichtstool, um Koordinaten zu setzen.
| Bild                          | Bezeichnung                                      | Lage                                               | Beschreibung | Datum | Nummer |
| ----------------------------- | ------------------------------------------------ | -------------------------------------------------- | --- | ----- | ------ |
| BW                            | Lindenallee Baruth-Rackel                        | Baruth, Rackel (51° 13′ 10,6″ N, 14° 34′ 59,5″ O)  | |       | B082   |
| BW                            | 3 Eichen                                         | Cannewitz (51° 12′ 36,4″ N, 14° 34′ 20,5″ O)       | |       | 259    |
| Fotos hochladen               | Rieseneiche                                      | Niedergurig (51° 13′ 15,4″ N, 14° 28′ 48,9″ O)     | |       | 244    |
| BW                            | Wiesenschutzgebiet am Kobanteich (Siegwurzwiese) | Baruth (51° 14′ 10,2″ N, 14° 37′ 10,2″ O)          | |       | BZ001  |
| BW                            | Ostufer des Kobanteiches                         | Baruth (51° 14′ 20,2″ N, 14° 37′ 13,3″ O)          | |       | BZ002  |
| BW                            | Rudelschilf                                      | Gleina (51° 14′ 51,1″ N, 14° 33′ 10,3″ O)          | |       | BZ003  |
| BW                            | Insel Radisch im Olbasee                         | Kleinsaubernitz (51° 16′ 16,7″ N, 14° 35′ 25,2″ O) | |       | BZ025  |
| BW                            | Ziegenwiese Kleinsaubernitz                      | Kleinsaubernitz (51° 15′ 48,8″ N, 14° 36′ 58,6″ O) | |       | BZ026  |
| BW                            | Kleinsaubernitzer Teichwiesen                    | Kleinsaubernitz (51° 16′ 23,5″ N, 14° 36′ 56,7″ O) | |       | BZ027  |
| mehr Fotos \| Fotos hochladen | Teufelsstein                                     | Pließkowitz (51° 13′ 11″ N, 14° 31′ 16″ O)         | |       | BZ039  |
| BW                            | Steinbruch auf dem Bauerberg                     | Pließkowitz (51° 13′ 5,9″ N, 14° 30′ 57,3″ O)      | |       | BZ040  |
| BW                            | Zschemelschka                                    | Pließkowitz (51° 12′ 54,8″ N, 14° 30′ 11″ O)       | auch Tschemelschka, sorbisch Křemjelčka; etwa 1200 m² große Insel inmitten eines Feldes, bestehend aus Büschen, Bäumen und der Umgebung typischen weißen Felsen, nach denen sie auch benannt ist (křemjeń = „Quarz“) |       | BZ044  |
| BW                            | Wolfsberg                                        | Briesing (51° 14′ 28,2″ N, 14° 29′ 9,2″ O)         | |       | BZ045  |
| mehr Fotos \| Fotos hochladen | Auwaldrest gegenüber Rackeler Schanze            | Cannewitz (51° 12′ 36,3″ N, 14° 34′ 27,2″ O)       | |       | BZ081  |